# Nomia senticosa
Nomia senticosa är en biart som beskrevs av Joseph Vachal 1897. Nomia senticosa ingår i släktet Nomia och familjen vägbin. Inga underarter finns listade i Catalogue of Life.